# Al Mulock
Alfred Mulock Rogers, detto Al Mulock o Al Mulloch (Toronto, 30 giugno 1926 – Guadix, maggio 1968), è stato un attore canadese.

## Biografia
Nacque a Toronto, figlio unico di Adèle Cawthra e Alfred Rogers. La madre era imparentata con Sir William Mulock, importante magistrato, imprenditore e politico, così in suo omaggio il bambino, chiamato come il padre, ebbe Mulock per secondo nome, anche se poi lui lo utilizzerà come cognome.
Il giovane Al Mulock, appassionato di recitazione, si spostò a New York per studiare all'Actors Studio di Lee Strasberg. Tornato a Toronto, nel 1949 sposò l'aspirante attrice Stephanie Muriel Lebow, e con la sua collaborazione in primavera acquistò per 18.000 dollari un fienile rosso in disuso a Georgina, nella località Jackson's Point, sul lago Simcoe, e lo fece diventare il Red Barn Theater, un teatro estivo da 300 posti, facendo installare sul caratteristico pavimento originale in legno luci e sedili appartenuti a un vecchio cinema, e un impianto di aria condizionata. Il teatro nella sua prima estate venne inaugurato da un giovane Harry Belafonte, e vi si rappresentarono Lo zoo di vetro, di Tennessee Williams, e Le piccole volpi, di Lillian Hellman; ma erano opere troppo impegnate per attirare in estate il pubblico locale, così Mulock dovette cedere il teatro, che comunque diverrà importante.
Nei primi anni '50 si trasferì oltreoceano a Londra, dove con David de Keyser aprì una scuola di recitazione basata sul metodo Strasberg appreso a New York, chiamata The London Studio. Nel 1955 esordì nel film La legione dell'inferno, di Ken Hughes, iniziando così a recitare una serie di piccoli ruoli da attore caratterista. Con la moglie stipulò il divorzio nel 1956 (lei poi sposò il compositore afroamericano Luther Henderson, facendosi chiamare Steffi Henderson). Mulock sposò in seguito, nel 1962, Catherine Ellison, ma fu un matrimonio di breve durata.
Mulock divenne famoso nel 1966 per un piccolo ruolo ne Il buono, il brutto, il cattivo, di Sergio Leone, apparendo a inizio film con il suo incisivo primissimo piano; iniziò così ad essere inquadrato, per il suo aspetto truce ed emaciato con occhi azzurri, come volto da spaghetti-western, nei film I crudeli, di Sergio Corbucci, e I giorni dell'ira, di Tonino Valerii. In questo periodo la madre di sua figlia, alla quale comunque era rimasto legato, morì di tumore dell'utero a New York, a inizio giugno 1967. Mulock morì invece suicida nel maggio del 1968 a Guadix, in Spagna, durante le riprese di C'era una volta il West, seconda sua collaborazione con Sergio Leone, film nel quale interpretava uno dei tre malviventi nella sequenza iniziale, assieme a Jack Elam e Woody Strode. Mulock un sabato mattina circa alle ore 6, con indosso il suo costume di scena da cowboy, si buttò dalla finestra della sua camera al quarto piano dell'Hotel Brasilia, in cui la troupe alloggiava, per cadere nel cortile interno. Mickey Knox, amico di Mulock e interprete linguistico del film, ed il direttore di produzione Claudio Mancini assistettero al salto di Mulock che, sopravvissuto alla caduta con varie fratture, subì durante il lungo percorso accidentato verso un ospedale di Granada la perforazione di un polmone, trafitto da una costola rotta. Le ragioni del suicidio, così come la scelta di uccidersi con addosso il costume di scena, non sono note; Mickey Knox ha sostenuto in un suo libro che Mulock fosse tossicodipendente e che si suicidò per sindrome d'astinenza, impossibilitato nella zona isolata in cui si trovava ad acquistare una dose.

## Filmografia parziale

### Cinema
- La legione dell'inferno (Joe MacBeth), regia di Ken Hughes (1955)
- Amare per uccidere (Wicked as They Come), regia di Ken Hughes (1956)
- International Police (Interpol), regia di John Gilling (1957)
- Sfida agli inglesi (The One That Got Away), regia di Roy Ward Baker (1957)
- Inferno di ghiaccio (High Hell), regia di Burt Balaban (1958)
- La bionda e lo sceriffo (The Sheriff of Fractured Jaw), regia di Raoul Walsh (1958)
- Il terrore corre sul fiume (Tarzan's Greatest Adventure), regia di John Guillermin (1959)
- Giubbe nere e calze rosa (Jazz Boat), regia di Ken Hughes (1960)
- Tarzan il magnifico (Tarzan the Magnificent), regia di Robert Day (1960)
- Il marchio (The Mark), regia di Guy Green (1961)
- La furia degli implacabili (The Hellions), regia di Irwin Allen e Ken Annakin (1961)
- Il giorno più lungo (The Longest Day), regia di Ken Annakin, Andrew Marton (1962)
- 5 ore violente a Soho (The Small World of Sammy Lee), regia di Ken Hughes (1963)
- Chiamami buana (Call Me Bwana), regia di Gordon Douglas (1963)
- Le cinque chiavi del terrore (Dr. Terror's House of Horrors), regia di Freddie Francis (1965)
- Né onore né gloria (Lost Command), regia di Mark Robson (1966)
- Il buono, il brutto, il cattivo, regia di Sergio Leone (1966)
- I crudeli, regia di Sergio Corbucci (1967)
- I giorni dell'ira, regia di Tonino Valerii (1967)
- C'era una volta il West, regia di Sergio Leone (1968)

### Televisione
- The Protectors – serie TV, episodio 1x07 (1964)
- Missione segreta (Espionage) – serie TV, episodio 1x16 (1964)

## Doppiatori italiani
- Renzo Palmer in I giorni dell'ira
- Glauco Onorato in Il buono, il brutto, il cattivo